# Mendocino County
Mendocino County er et amt beliggende i den nordvestlige del af den amerikanske delstat Californien, ud til Stillehavet. Hovedbyen i amtet er Ukiah. I år 2010 havde amtet 87.841 indbyggere.
Amtet er kendt for sin karakteristiske kystlinje ud til Stillehavet, de store rødtræ-skove, vinproduktion, og sit liberale syn på dyrkning og brugen af cannabis, og støtte til dens legalisering. Det anslås at omkring en tredjedel af Mendocinos økonomi er baseret på dyrkning af marihuana.

## Geografi
Ifølge United States Census Bureau er Mendocinos totale areal på 10.044,3 km², hvoraf de 956,1 km² er vand. 

### Grænsende amter
- Sonoma County - syd
- Lake County - øst
- Glenn County - øst
- Tehama County - nordøst
- Trinity County - nord
- Humboldt County - nord

### Byer i Mendocino
| - Albion (Census-Designated Place) - Anchor Bay (CDP) - Boonville (CDP) - Branscomb (unincorporated community) - Brooktrails (CDP) - Calpella (CDP) - Caspar (CDP) - Cleone (CDP) - Comptche (CDP) - Covelo (CDP) - Dos Rios (unincorporated community) - Elk (unincorporated community) - Fort Bragg (by) | - Gualala (unincorporated community) - Hopland (CDP) - Inglenook (unincorporated community) - Laytonville (CDP) - Leggett (CDP) - Little River (CDP) - Longvale (unincorporated community) - Manchester (CDP) - Mendocino (unincorporated community) - Navarro (unincorporated community) - Noyo (unincorporated community) - Old Hopland (unincorporated community) | - Philo (CDP) - Piercy (unincorporated community) - Pine Grove (unincorporated community) - Point Arena (city) - Potter Valley (CDP) - Redwood Valley (CDP) - Rockport (unincorporated community) - Talmage (CDP) - Ukiah (hovedby) - Willits (by) - Westport (unincorporated community) - Yorkville (unincorporated community) |